# Ricardo Costa (Handballspieler)
Ricardo Alexandre Martins Teixeira Costa (* 28. Oktober 1976 in Porto, Portugal) ist ein portugiesischer Handballtrainer. Als aktiver Handballspieler spielte er auf Rechtsaußen.

## Spielerkarriere
Ricardo Costa begann in seiner Heimatstadt mit dem Handballspiel. Für den örtlichen Erstligisten, den FC Porto debütierte er in der ersten portugiesischen Liga und gewann 1999 die portugiesische Meisterschaft. 2003 wechselte er zum Ligarivalen Águas Santas; 2005 unterschrieb er einen Vertrag beim spanischen Erstligisten Algeciras BM. Auch dort blieb er nur ein Jahr, danach wurde er vom Topclub Ademar León verpflichtet. Mit den Männern aus der gleichnamigen Provinz zog er 2007 ins Finale des Europapokals der Pokalsieger ein, unterlag jedoch dort dem deutschen HSV Hamburg. Hinter Denis Kriwoschlykow war er lange Zeit nur zweite Wahl auf der Position des Rechtsaußen. Zur Saison 2011/12 kehrte er zum FC Porto zurück und beendete nach dem Gewinn der Meisterschaft 2012 seine Karriere.
Ricardo Costa hat über 200 Länderspiele für die portugiesische Nationalmannschaft bestritten und mehr als 450 Tore erzielt. Mit seinem Land nahm er an der Handball-Europameisterschaft 2000 in Kroatien sowie der Handball-Weltmeisterschaft der Herren 2003 im eigenen Land teil und belegte bei ersterer den siebten, bei letzterer den zwölften Platz. 

## Trainerkarriere
In seinem letzten Jahr als Profi trainierte Costa die Jugendmannschaft des Colégio dos Carvalhos, als seine beiden Söhne Martim und Francisco mit dem Handballspielen begannen. 2015 und 2016 betreute er die Nationalmannschaft der Kap Verden. Nach zwei Jahren ohne Titel musste er 2017 den FC Porto verlassen und übernahm den FC Gaia, den er gemeinsam mit Martim 2019 in die erste Liga führte. In der Saison 2020/21 leitete Costa Associação Artística de Avanca, zu dem er im Saisonverlauf seinen Sohn Francisco holte. Gemeinsam mit beiden Söhnen steht er seit 2021 bei Sporting Lissabon unter Vertrag. In den Saisons 2021/22, 2022/23, 2023/24 und 2024/25 gewann er mit Sporting den portugiesischen Pokal, in den Saisons 2023/24 und 2024/25 den portugiesischen Supercup und in den Saisons 2023/24 und 2024/25 die Meisterschaft.